# CBTIS (educación media)
Los Centros de Bachillerato Tecnológico Industrial y de Servicios, conforman una red de centros de bachillerato de México pertenecientes a la DGETI, bajo la adscripción de la Subsecretaría de Educación Media Superior (SEMS) de la Secretaría de Educación Pública (México), engoblando 288 centros educativos a nivel nacional.

## Localizaciones
| Estado               | No. | Centros educativos |
| -------------------- | --- | --- |
| Aguascalientes       | 3   | 39, 168, 195, 282 284 |
| Baja California      | 7   | 21, 41, 116, 140, 146, 155, 237                                                                                                   |
| Baja California Sur  | 4   | 62, 69, 230, 256 |
| Campeche             | 2   | 9, 126 |
| Chiapas              | 8   | 88, 92, 108, 144, 169, 170, 233, 243                                                                                              |
| Chihuahua            | 13  | 114, 117, 122, 128, 138, 143, 158, 197, 228, 266, 269, 270, 273                                                                   |
| Coahuila             | 10  | 20, 34, 36, 54, 97, 127, 156, 196, 235, 239                                                                                       |
| Colima               | 2   | 19, 157 |
| Durango              | 11  | 4, 42, 58, 89, 96, 109, 110, 112, 115, 130, 159                                                                                   |
| Guanajuato           | 15  | 60,65, 75, 139, 147, 148, 171, 172, 173, 174, 198, 217, 225, 238, 255                                                             |
| Guerrero             | 10  | 14, 56, 57, 82, 134, 175, 176, 177, 178, 216                                                                                      |
| Hidalgo              | 9   | 5, 8, 59, 83, 179, 199, 200, 218, 222                                                                                             |
| Jalisco              | 13  | 10, 38, 49, 68, 70, 201, 226, 244, 245,246, 247, 262, 274                                                                         |
| Estado de México     | 10  | 6, 29, 50, 133, 160, 161, 180, 202, 203, 227                                                                                      |
| Michoacán            | 10  | 12, 18, 52, 84, 94, 149, 162, 181, 182, 204                                                                                       |
| Morelos              | 6   | 76, 136, 166, 194, 223, 232 |
| Nayarit              | 2   | 27, 100 |
| Nuevo León           | 5   | 22, 53, 74, 99, 258 |
| Oaxaca               | 18  | 2, 25, 26, 31, 90, 91, 107, 123, 150, 183, 205, 231, 240, 248, 259, 263, 264, 265                                                 |
| Puebla               | 12  | 16, 44, 86, 104, 184, 229, 241, 242, 252, 254, 257, 260                                                                           |
| Querétaro de Arteaga | 2   | 118, 145 |
| Quintana Roo         | 6   | 28, 72, 111, 214, 253, 272 |
| San Luis Potosí      | 8   | 46, 87, 121, 131, 151, 185, 186, 187                                                                                              |
| Sinaloa              | 5   | 43, 45, 51, 152, 224 |
| Sonora               | 13  | 11, 33, 37, 40, 63, 64, 81, 106, 129, 132, 188, 206, 207                                                                          |
| Tabasco              | 5   | 32, 93, 163, 167, 249 |
| Tamaulipas           | 21  | 7, 15, 24, 73, 78, 98, 103, 105, 119, 125, 135, 137, 164, 189, 208, 209, 210, 219, 220, 234, 236, 271                             |
| Tlaxcala             | 6   | 3, 61, 153, 154, 211, 212 |
| Veracruz             | 29  | 13, 17, 30, 35, 47, 48, 55, 66, 67, 71, 77, 78, 79, 85, 101, 102, 113, 124, 142, 165, 190, 191, 192, 213, 250, 251, 261, 267, 268 |
| Yucatán              | 4   | 80, 95, 120, 193 |
| Zacatecas            | 5   | 1, 23, 141, 215, 221 |